# Ruislip Gardens (Metropolitano de Londres)
Ruislip Gardens é uma estação do Metropolitano de Londres. Encontra-se na Central line, entre West Ruislip e South Ruislip, na Zona 5 do Travelcard. As estações mais próximas da Metropolitan line e da Piccadilly line são Ruislip e Ruislip Manor. A estação serve a RAF Northolt.

## História
Os trilhos da estação foram colocados por parte da Great Western and Great Central Joint Railway com serviços começando em 2 de abril de 1906, embora não houvesse estação em Ruislip Gardens naquela época. A estação foi inaugurada em 9 de julho de 1934.
Como parte do New Works Programme de 1935-40, os serviços da linha Central foram projetados para o oeste a partir de um novo cruzamento, a oeste de North Acton na linha para Ealing Broadway. A intenção original era estender o serviço até Denham, mas o trabalho foi adiado pela Segunda Guerra Mundial e a formação do Cinturão Verde Metropolitano após a guerra e, portanto, o término da extensão foi reduzido para West Ruislip, com serviços começando em 21 de novembro de 1948.
Os serviços da linha principal parando em Ruislip Gardens cessaram em 21 de julho de 1958 e a estação foi fechada, deixando apenas os serviços da linha Central no local. Até recentemente, a entrada para uma escada de passageiros era visível no lado para Londres dos trilhos da Chiltern.

## A estação hoje
A estação tem uma configuração de plataforma central. Alguns serviços começam ou terminam aqui, em vez de West Ruislip, os trens saindo ou entrando no depósito da linha Central a oeste da estação, ao sul das linhas de circulação. Há uma ligação do depósito da linha Central para movimentação de trens para a linha Metropolitan logo a oeste de Ruislip por meio de um desvio.
Uma ligação ao redor do limite sul do depósito foi proposta várias vezes, para fazer uma conexão com a linha Metropolitan. Isso permitiria a passagem dos trens da linha Central de Ruislip Gardens para Uxbridge, mas nada jamais resultou dessas sugestões.

## Locais dignos de nota
RAF Northolt e um Memorial da Força Aérea Polonesa também estão por perto.

## Na cultura popular
A estação alcançou a imortalidade poética no poema Middlesex de John Betjeman:
Gaily into Ruislip Gardens
Runs the red electric train,
With a thousand Ta's and Pardon's
Daintily alights Elaine;
Hurries down the concrete station
With a frown of concentration,
Out into the outskirt's edges
Where a few surviving hedges
Keep alive our lost Elysium – Rural Middlesex again.
Alegremente em Ruislip Gardens
Corre o trem elétrico vermelho,
Com mil Ta's e Perdon's
Deliciosamente desce Elaine;
Apressa-se pela estação de concreto
Com uma carranca de concentração,
Fora nas bordas da periferia
Onde algumas sebes sobreviventes
Mantenha vivo nosso Elysium perdido – Middlesex rural novamente.

## Conexões
A rota E7 dos ônibus de Londres e a rota escolar 696 atendem a estação.

## Galeria

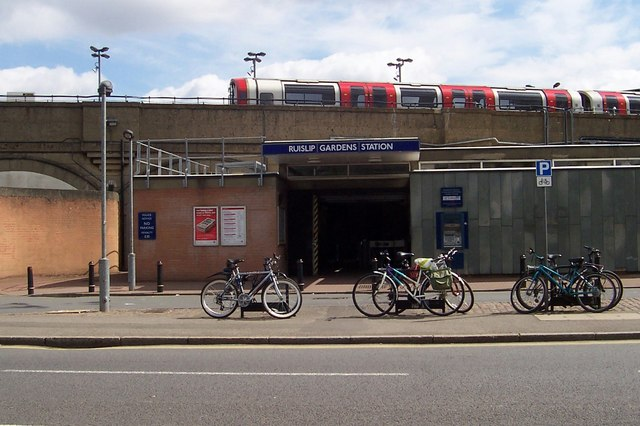
Entrada da estação em julho de 2006
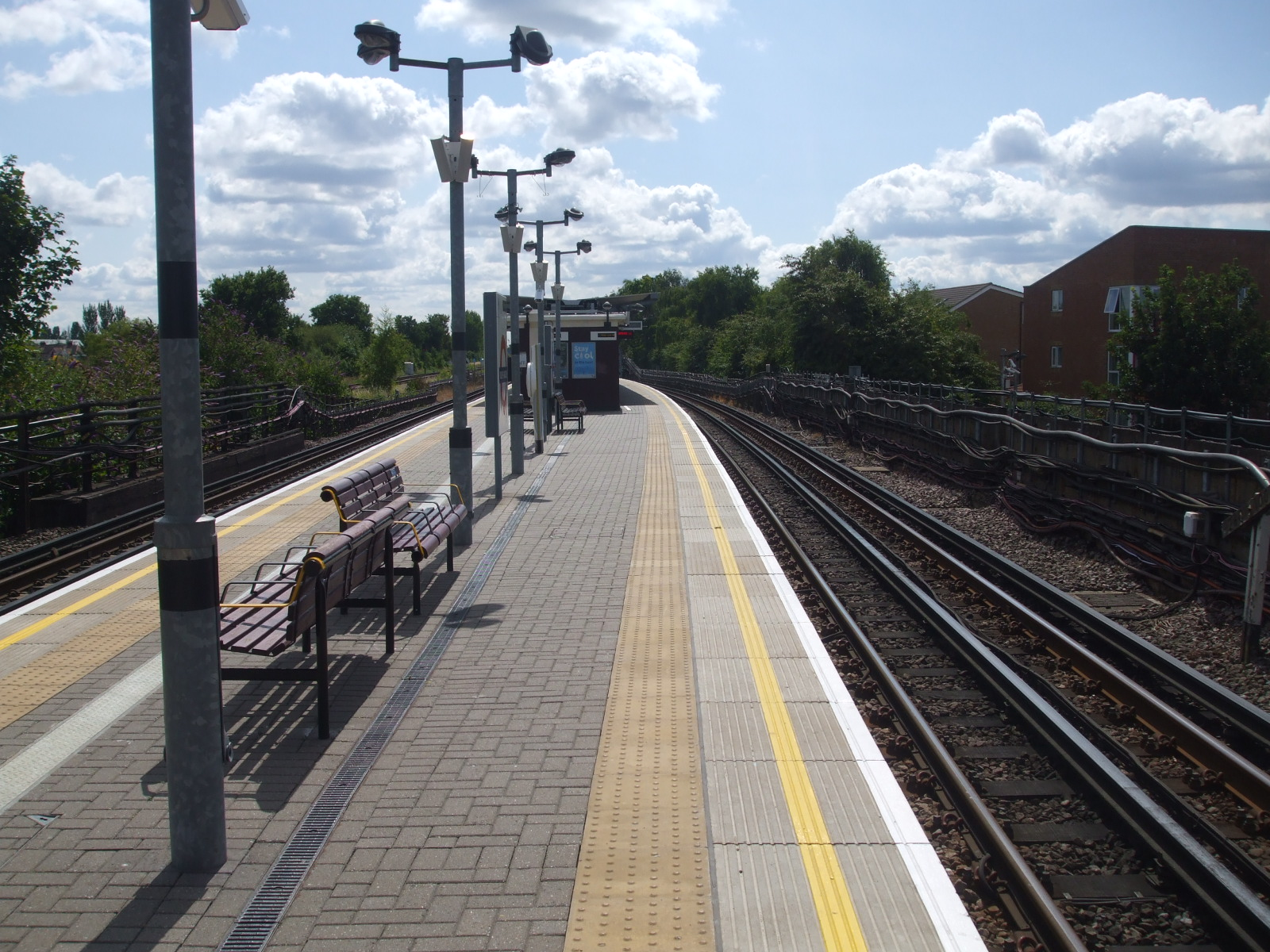
Plataforma central olhando para o leste com os trilhos da Chiltern Railways visíveis à esquerda
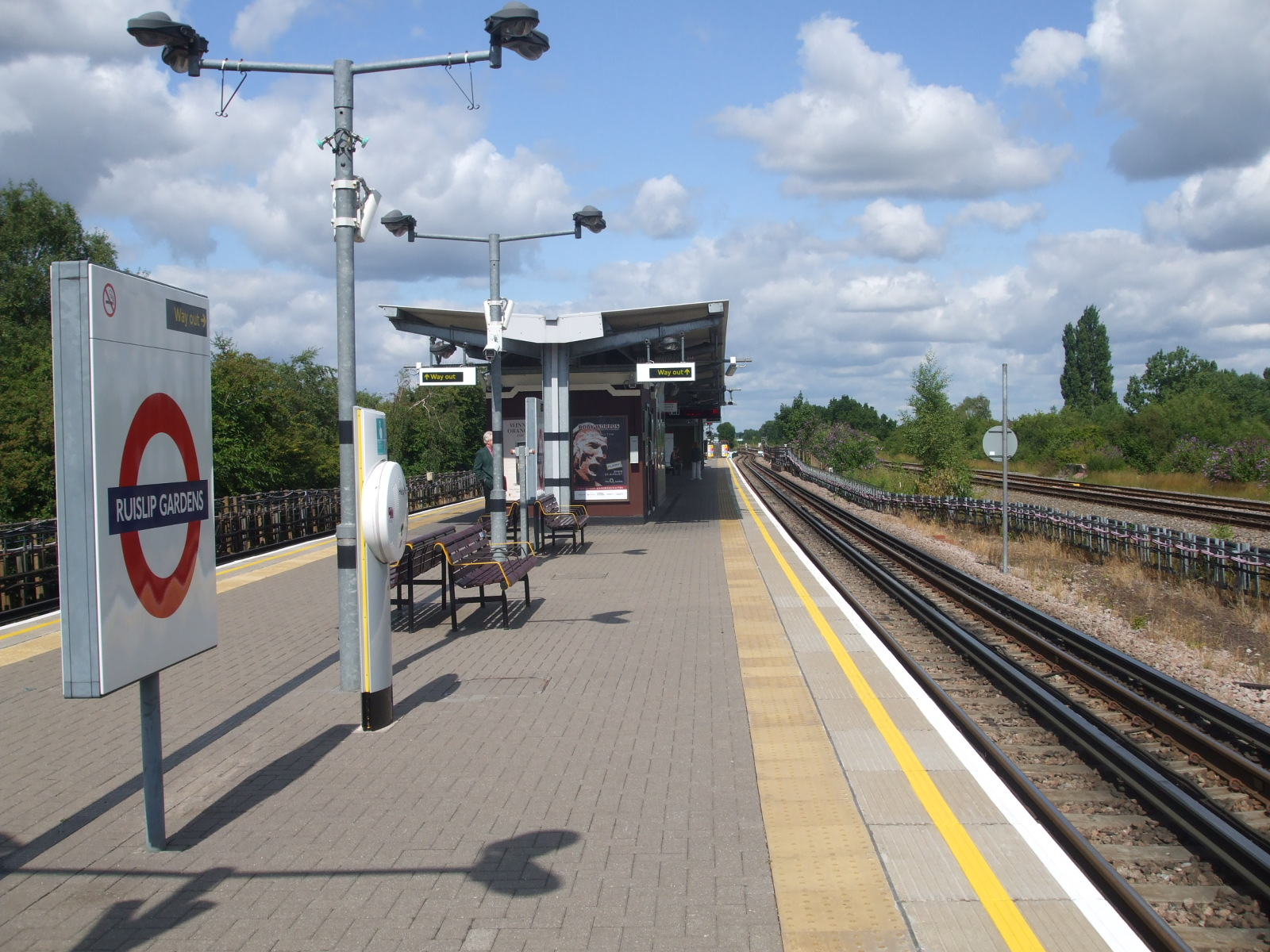
Plataforma central olhando para o oeste
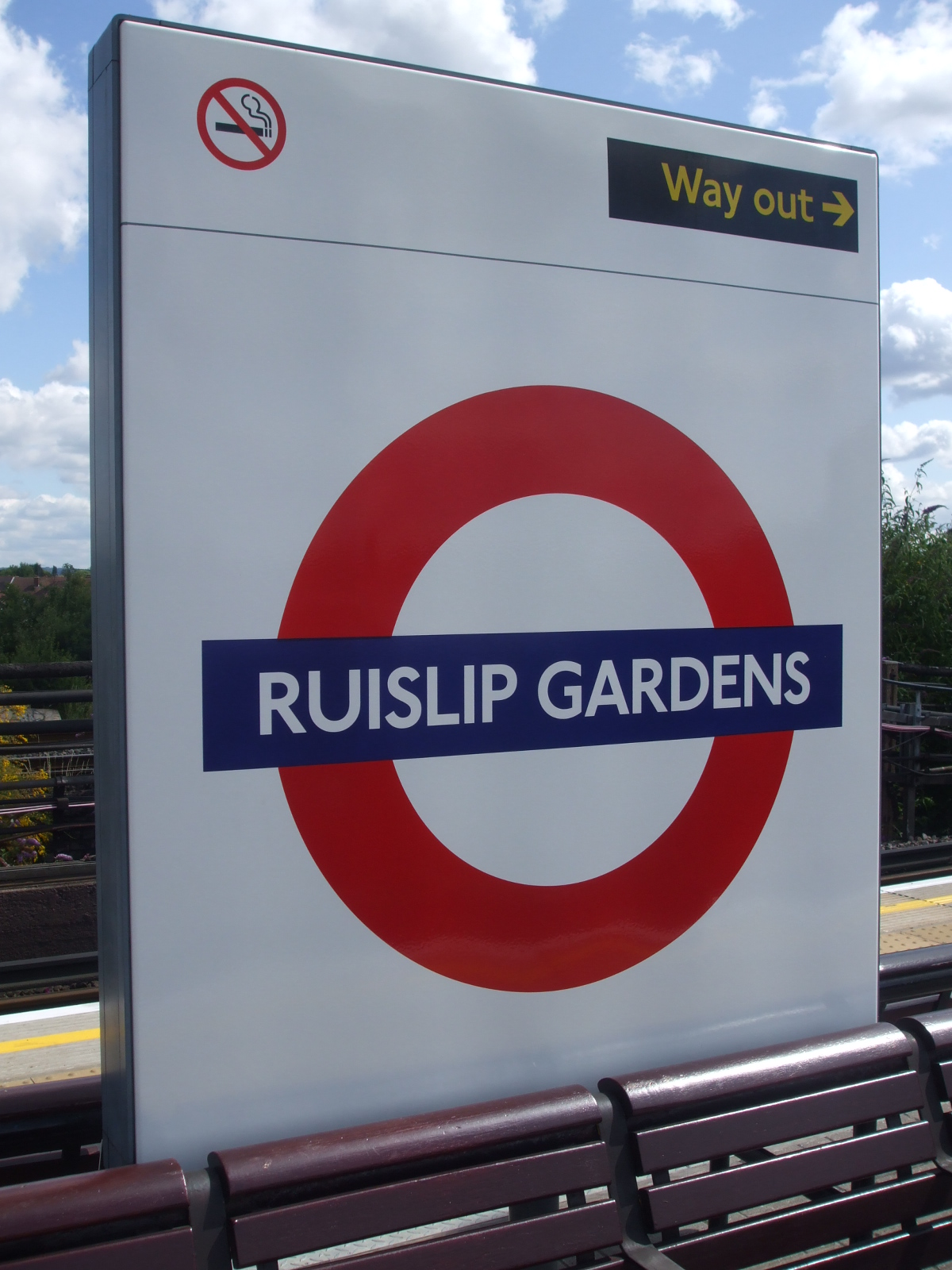
Roundel na face da plataforma oeste